# Amartus petrefactus
Amartus petrefactus is een keversoort uit de familie bastaardglanskevers (Kateretidae). De wetenschappelijke naam van de soort werd in 1912 gepubliceerd door Henry Frederick Wickham.